# Myotis ozensis
Myotis ozensis es una especie de murciélago de la familia Vespertilionidae.

## Distribución geográfica
Se encuentra en Japón.